# プリマドンナ

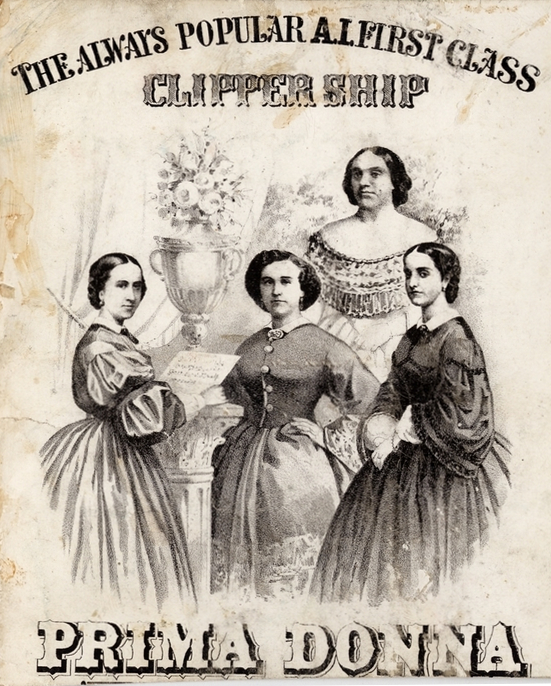
プリマ・ドンナ（1850年代）

プリマ・ドンナ（イタリア語: Prima donna）は、オペラの主役となる女性歌手。直訳すれば「第一の女性」という意味。

## 概要
通常は、ソプラノ歌手が充てられる。「一番注目される役（位置）の女性」という意味で、オペラ以外でも比喩的に用いられることがある。

## 代表的なプリマドンナ
- ジュディッタ・パスタ
- マリア・マリブラン
- ジュリア・グリジ
- ジェニー・リンド
- アデリーナ・パッティ
- エマ・アルバーニ
- リリー・レーマン
- ネリー・メルバ
- エルネスティーネ・シューマン＝ハインク（アルト）
- メアリー・ガーデン
- ジェラルディン・ファーラー
- アメリータ・ガリ＝クルチ
- 三浦環
- ニノン・ヴァラン
- マリア・イェリッツァ
- フリーダ・ライダー
- ロッテ・レーマン
- ローザ・ポンセル
- イヴァ・パチェッティ
- リリー・ポンス
- キルステン・フラグスタート
- ジーナ・チーニャ
- 喜波貞子
- 関屋敏子
- ジンカ・ミラノフ
- リーナ・ブルーナ・ラーザ
- リチア・アルバネーゼ
- ドロシー・カーステン
- ジュリエッタ・シミオナート（メゾソプラノ）
- マグダ・オリヴェロ
- 長門美保
- マルタ・メードル
- クララ・ペトレッラ
- ジャニーヌ・ミショー
- エリーザベト・シュヴァルツコップ
- アストリッド・ヴァルナイ
- ビルギット・ニルソン
- 大谷洌子
- アンネリーゼ・ローテンベルガー
- 砂原美智子
- レナータ・テバルディ
- ビクトリア・デ・ロス・アンヘレス
- マリア・カラス
- レオニー・リザネク
- ジョーン・サザーランド
- レオンティン・プライス
- レイラ・ジェンチェル
- アントニエッタ・ステッラ
- ビヴァリー・シルズ
- アンナ・モッフォ
- モンセラート・カバリェ
- テレサ・ベルガンサ（メゾソプラノ）
- ライナ・カバイヴァンスカ
- レナータ・スコット
- マリリン・ホーン（メゾソプラノ）
- ミレッラ・フレーニ
- 東敦子
- ジェシー・ノーマン
- テレサ・ストラータス
- 林康子
- アグネス・バルツァ（メゾソプラノ）
- キリ・テ・カナワ
- カーティア・リッチャレッリ
- エディタ・グルベローヴァ
- 佐藤しのぶ
- ルネ・フレミング
- ダニエラ・デッシー
- スミ・ジョー
- インヴァ・ムラ
- アンジェラ・ゲオルギュー
- ナタリー・デセイ
- チェチーリア・バルトリ（メゾソプラノ）
- 森麻季
- アンナ・ネトレプコ
- ディアナ・ダムラウ
- エリーナ・ガランチャ（メゾソプラノ）
- アレクサンドラ・クルジャク
- ソーニャ・ヨンチェヴァ
- レイチェル・ウィリス＝ソレンセン